# Johann Christian Sckell
Johann Christian Sckell (* 30. August 1773 in Wilhelmsthal bei Marksuhl bzw. Eisenach; † 25. September 1857 in Belvedere bei Weimar) war ab 1811 Hofgärtner in Belvedere bei Weimar und ab 1840 dort Garteninspektor. Er war Sohn von Johann Georg Sckell und heiratete seine Cousine, die Tochter von Johann Ludwig Gottlieb Sckell. Er entstammt der Maler- und Gärtnerfamilie der Sckell. Sckell war Bruder von Johann Conrad Sckell, bei dem er zunächst in die Lehre ging.
Herzog Carl August schickte Sckell zwischen 1801 und 1803 auf eine Bildungsreise, die ihn nach Holland, England und in süddeutsche Regionen führte. Das Wirken Sckells ist sicher nicht ohne Goethe denkbar. Nach dessen Tod 1832 verfasste Sckell in sein Tagebuch für den 22. März 1832: Mit dem Herabsinken des letzten Sternes Weimars ist auch für mich eine frohe Aussicht hinabgesunken. Sckell war auch hinsichtlich seiner botanischen Kenntnisse an der Erstellung des Hortus Belvedereanus, wofür August Wilhelm Dennstedt verantwortlich war, gewissermaßen als Kollege beteiligt. Ohne die Mitwirkung des Hofgärtners wäre dieser Katalog, dessen erste Lieferung 1820 fertig wurde, so nie erschienen. Der Hortus Belvedereanus ist ein von Carl August 1818 initiierter Katalog von seltenen Pflanzen, die sich seinerzeit in Belvedere befanden.
Johann Joseph Schmeller hatte diesen Hofgärtner und Garteninspektor von Belvedere in einer Kreidezeichnung gezeichnet.